# جتی‌سای
جتی‌سای (قزاقی: Жетісай , جەتىساي) یک شهرک در قزاقستان است که در استان ترکستان واقع شده‌است. این شهرک ۳۰۴۸۷ نفر جمعیت دارد.